# 神保町駅
神保町駅（じんぼうちょうえき）は、東京都千代田区神田神保町二丁目にある、東京都交通局（都営地下鉄）・東京地下鉄（東京メトロ）の駅。
都営地下鉄の三田線と新宿線、東京メトロの半蔵門線が乗り入れ、接続駅となっている。3路線とも駅番号が与えられており、三田線がI 10、新宿線がS 06、半蔵門線がZ 07。

## 歴史
- 1969年（昭和44年）6月1日：都営6号線（現・都営三田線）の当駅工区（6号線 神保町工区）の建設工事に着手[1]。
- 1972年（昭和47年）6月30日：都営6号線（現・都営三田線）の駅が開業。ただし、当駅工区（6号線 神保町工区）の工事竣工は7月31日[1]。
- 1975年（昭和50年）5月1日：都営10号線（現・都営新宿線）・営団11号線（現・半蔵門線）の当駅工区（10号線 神保町第一・第二工区）の建設工事に着手[2]。
- 1979年（昭和54年）10月31日：都営10号線・営団11号線の当駅工区（10号線 神保町第一・第二工区）の工事竣工[2]。
- 1980年（昭和55年）3月16日：都営新宿線開業。乗換駅となる。
- 1989年（平成元年）1月26日：帝都高速度交通営団（営団地下鉄）半蔵門線の駅が開業[3]。平成において最初の新駅開業となった。開業に伴い、都営地下鉄と乗換業務を開始。現在の形となる。
- 2004年（平成16年）4月1日：営団地下鉄の民営化に伴い、半蔵門線の駅が東京メトロに継承される[4]。
- 2007年（平成19年）3月18日：ICカード「PASMO」の利用が可能となる[5]。
- 2015年（平成27年）4月1日：新宿線神保町駅の管轄が市ヶ谷駅務管理所市ヶ谷駅務区から三田線と同様に日比谷駅務管理所水道橋駅務区に移管される。
- 2016年（平成28年）4月1日：都営地下鉄駅務管区制実施に伴い、日比谷駅務管区日比谷駅務区管轄となる。
- 2018年（平成30年）9月13日：半蔵門線駅に発車メロディを導入[6]。
- 2019年（平成31年）3月23日：新宿線駅長事務室を閉鎖し、三田線駅長事務室に集約[7]。

## 駅構造
当初は三田線単独での計画であったが、施工認可後に新宿線と半蔵門線の建設が決定したため、3路線が乗り入れできる構造へ設計変更が行われた。三田線建設時に、地下1階に新宿線の駅躯体、半蔵門線トレンチ掘削用のトレンチ杭が施工されており、両線の建設時にはこれらが活用された（後述）。
九段下駅から当駅にかけては新宿線と半蔵門線が並行することから、帝都高速度交通営団（営団地下鉄）から東京都交通局が受託して施工した（ただし当駅の部分は駅位置・高低差のずれのため、同時施工していない）。同時に東京都建設局から共同溝の建設も重なり、こちらも東京都交通局が受託施工した。
隣の九段下駅は地上道路（靖国通り）の幅が約44 mと広いことから新宿線と半蔵門線を同一階に施工できたが、当駅付近は約33 mと狭くなることから上下2段構成となった。このため、九段下駅から当駅に向かっては、新宿線は上り35‰の勾配で地下1階に、半蔵門線は下り30‰の勾配で地下3階の当駅に至る（地下2階は三田線）。半蔵門線の駅は新宿線の線路の下にあり、前者と後者の改札の行き来の際は改札階を経由する必要がある。改札フロアの一部は新宿線・半蔵門線の通路での往来を考慮して設計されたが、壁で仕切られている。
新宿線は当駅を出るとそのまま靖国通りの地下を通って小川町駅へ向かうが、半蔵門線は「神保町交差点」から急曲線で南方向へと進路を変えながら大手町駅へ向かう。このため、半蔵門線の駅構築は「専大前交差点」地下から「神保町交差点」手前まで、新宿線の駅構築は「神保町交差点」を中心に、前後約110 mの地下に位置している。両線の駅は、それぞれ約150 mずつずれている。半蔵門線当駅の端から新宿線当駅の端までは約375 mと、一般的な駅のおよそ2倍となる大規模な構築となった。
都営地下鉄と東京メトロの番線表示は連番になっている。

### 東京都交通局
三田線は島式ホーム1面2線、新宿線は中柱のある相対式ホーム2面2線を有する。三田線の一ツ橋方面改札口の外に定期券発売所がある。駅名標に隣接して「専修大学前」の広告表示があるが、副名称の扱いではない。
日比谷駅務管区日比谷駅務区大手町グループが管轄する直営駅。以前は新宿線側が市ヶ谷駅務区の管轄であった。当駅は旧水道橋駅務区のうち大手町駅 - 水道橋駅間の管理を行っている。

#### のりば
| 番線 | 路線       | 行先              |
| ---- | ---------- | ----------------- |
| 1    | 都営新宿線 | 新宿・ 京王線方面 |
| 2    | 都営新宿線 | 本八幡方面        |
| 3    | 都営三田線 | 目黒・ 東急線方面 |
| 4    | 都営三田線 | 西高島平方面      |

（出典：都営地下鉄:駅構内図）

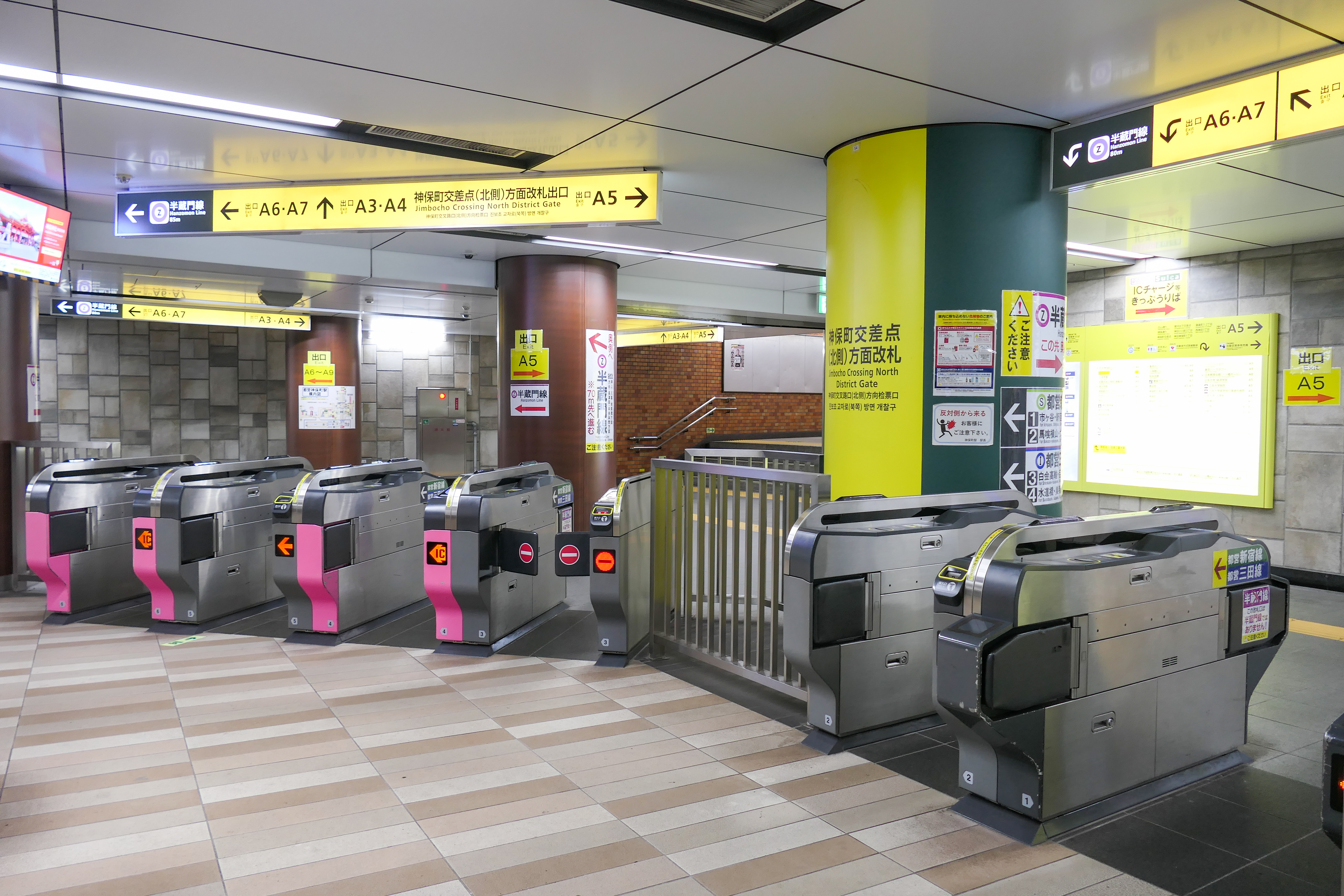
神保町交差点（北側）方面改札（2022年12月）
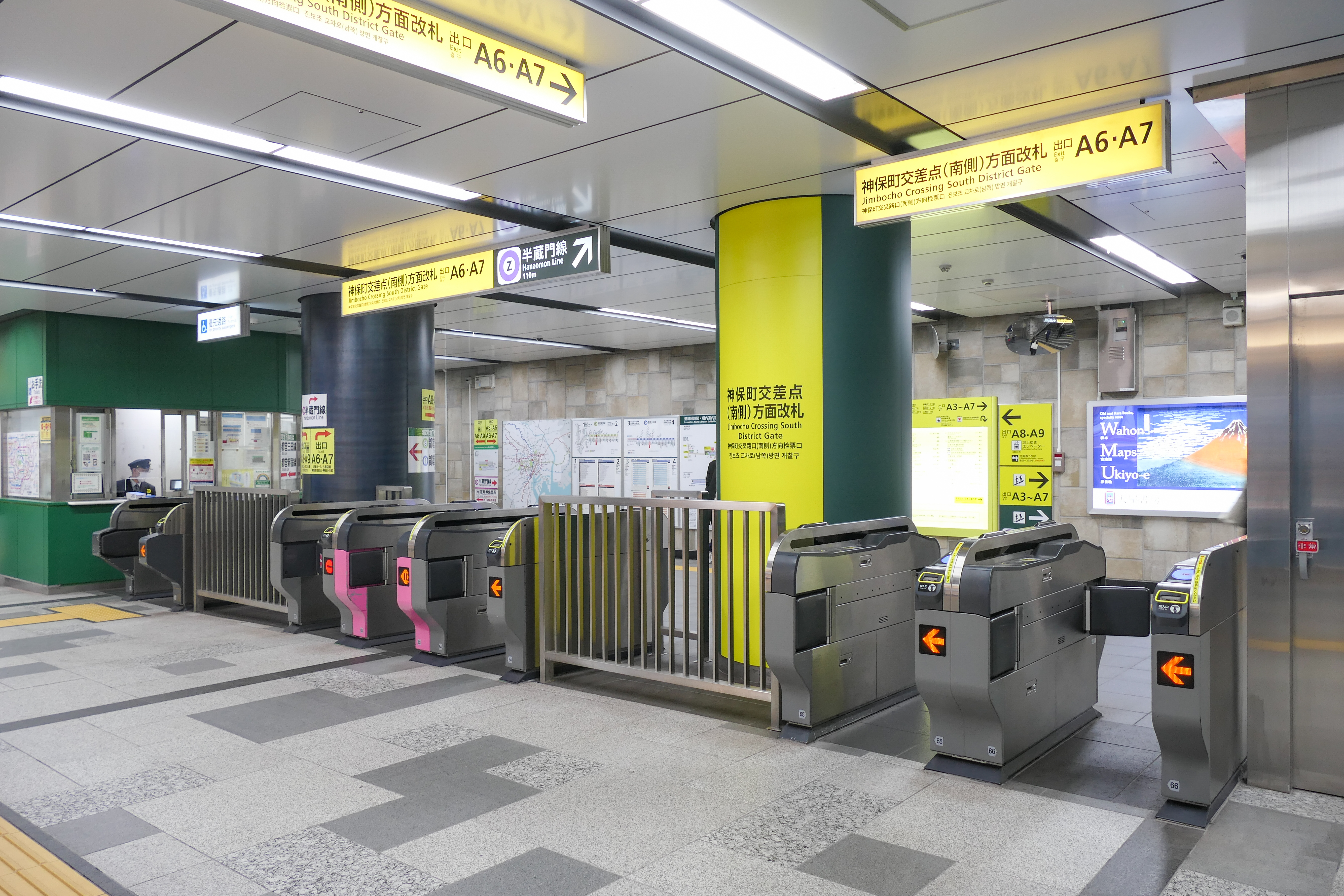
神保町交差点（南側）方面改札（2022年12月）
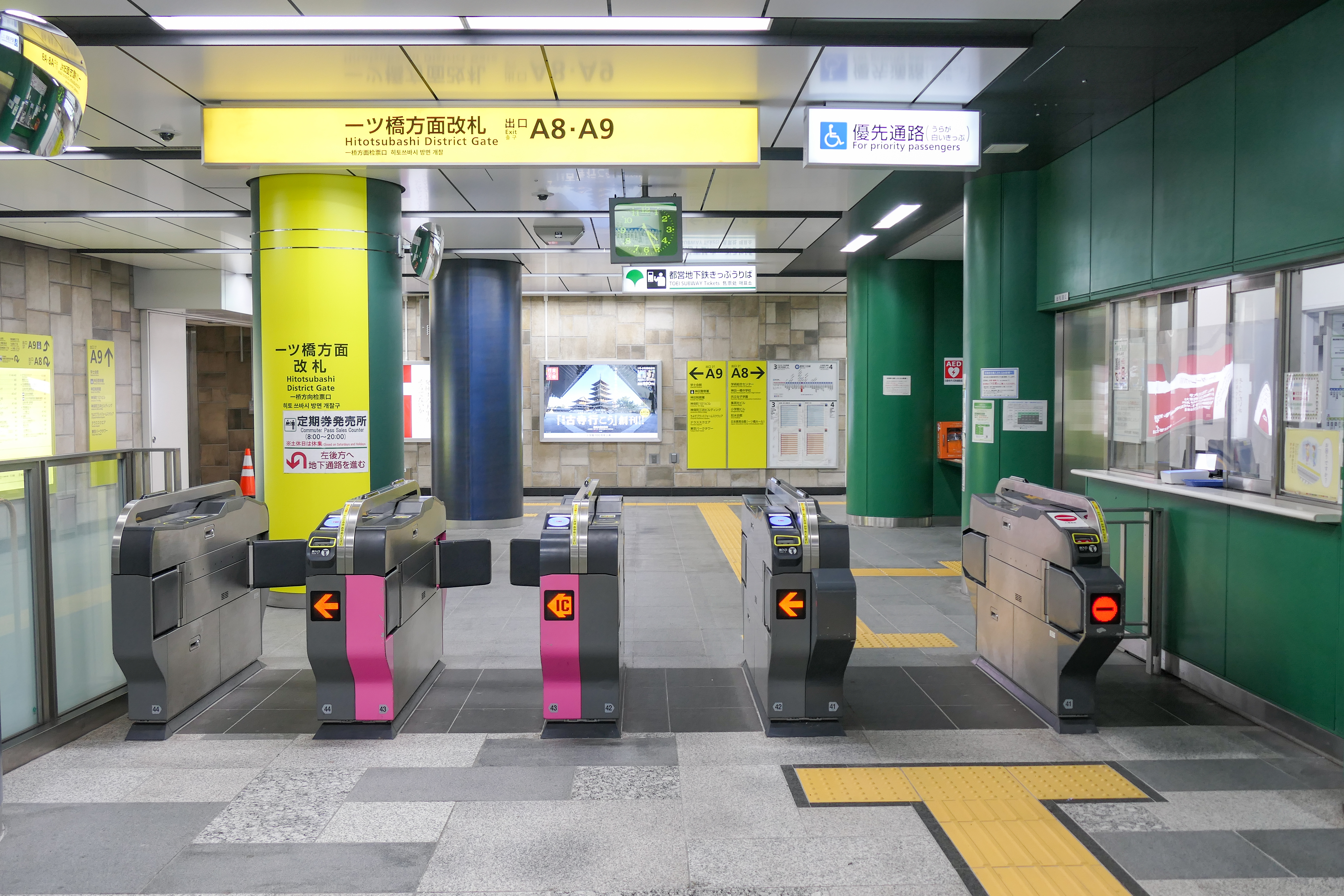
一ツ橋方面改札（2022年12月）
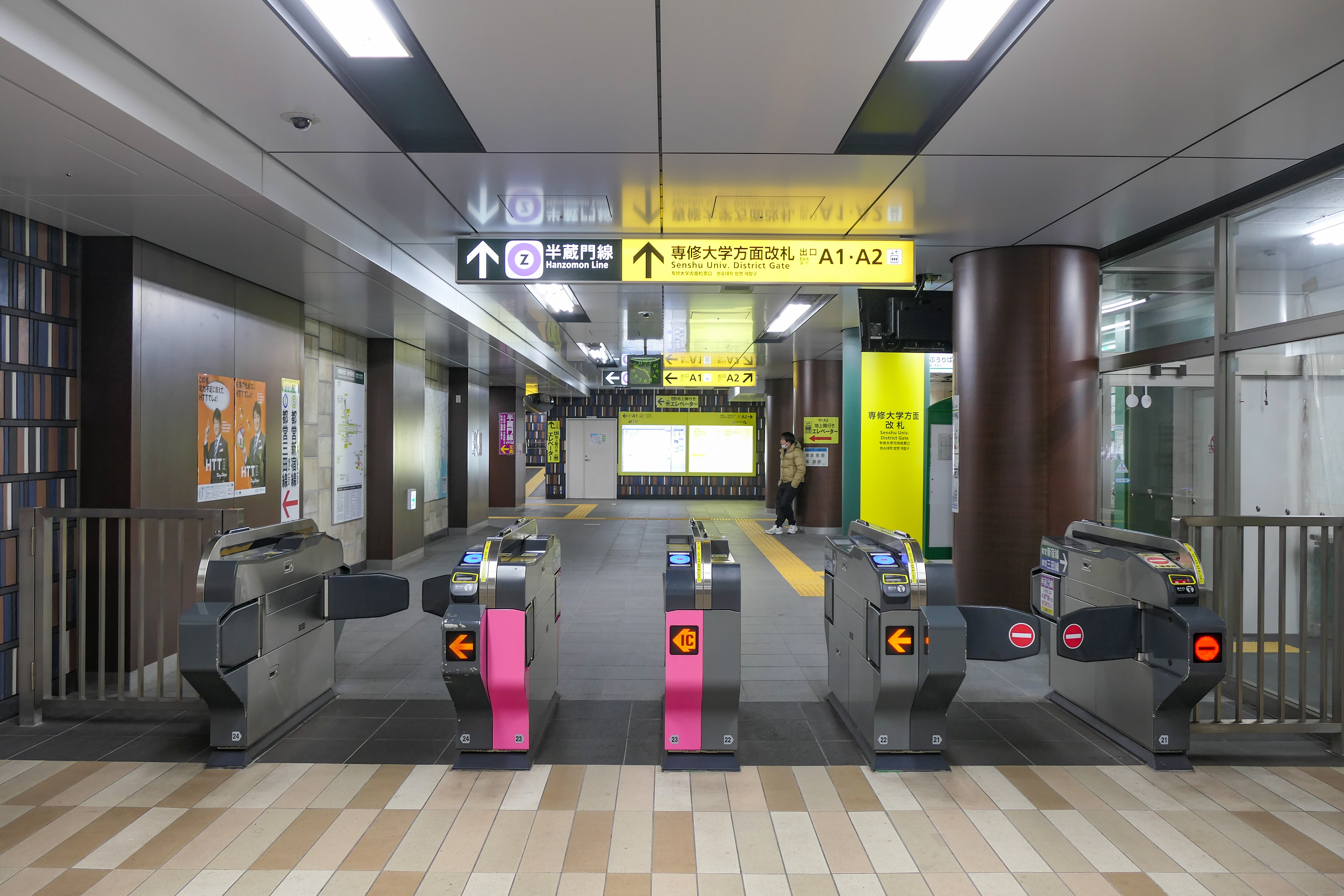
専修大学方面改札（2022年12月）
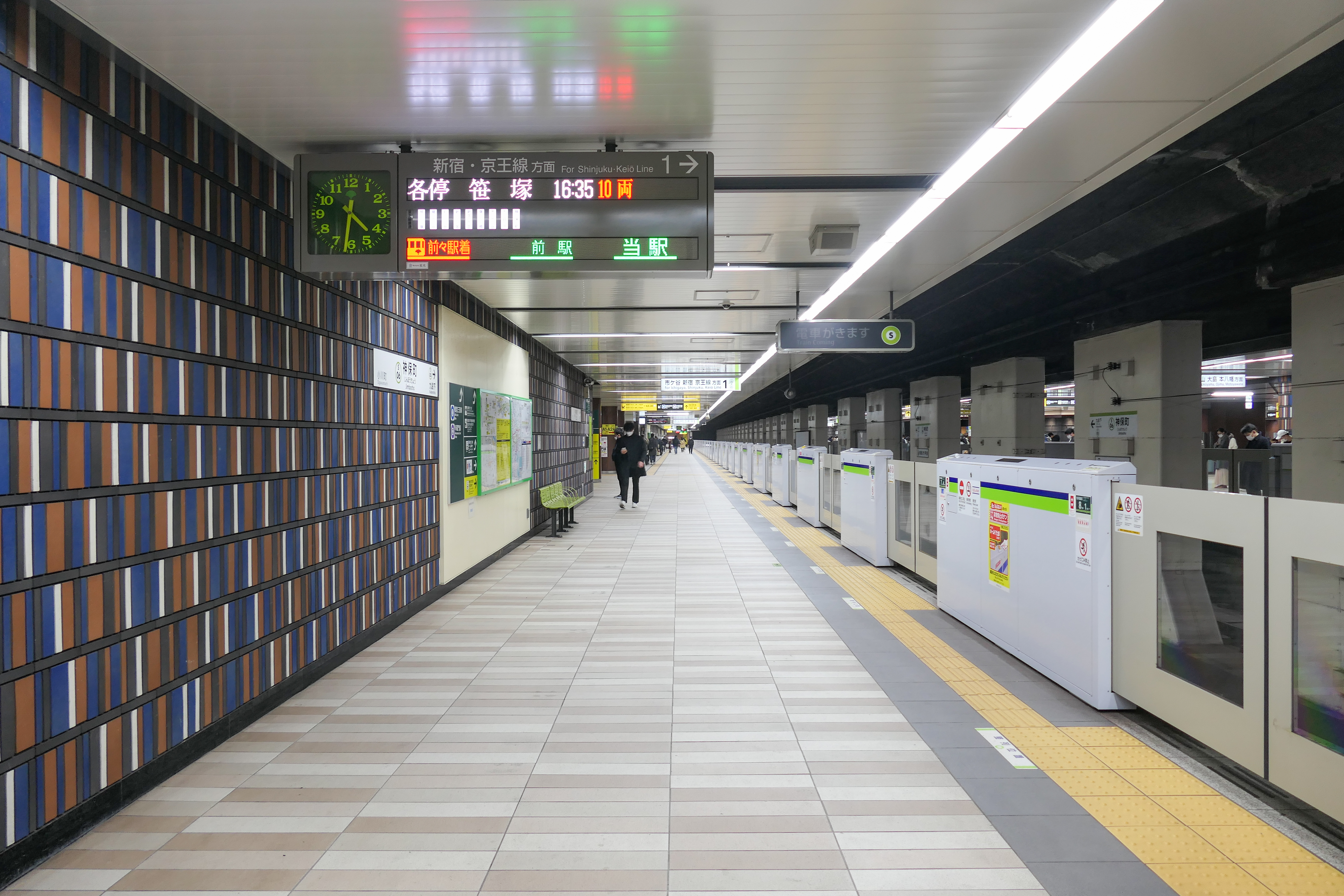
1番線ホーム（2022年12月）
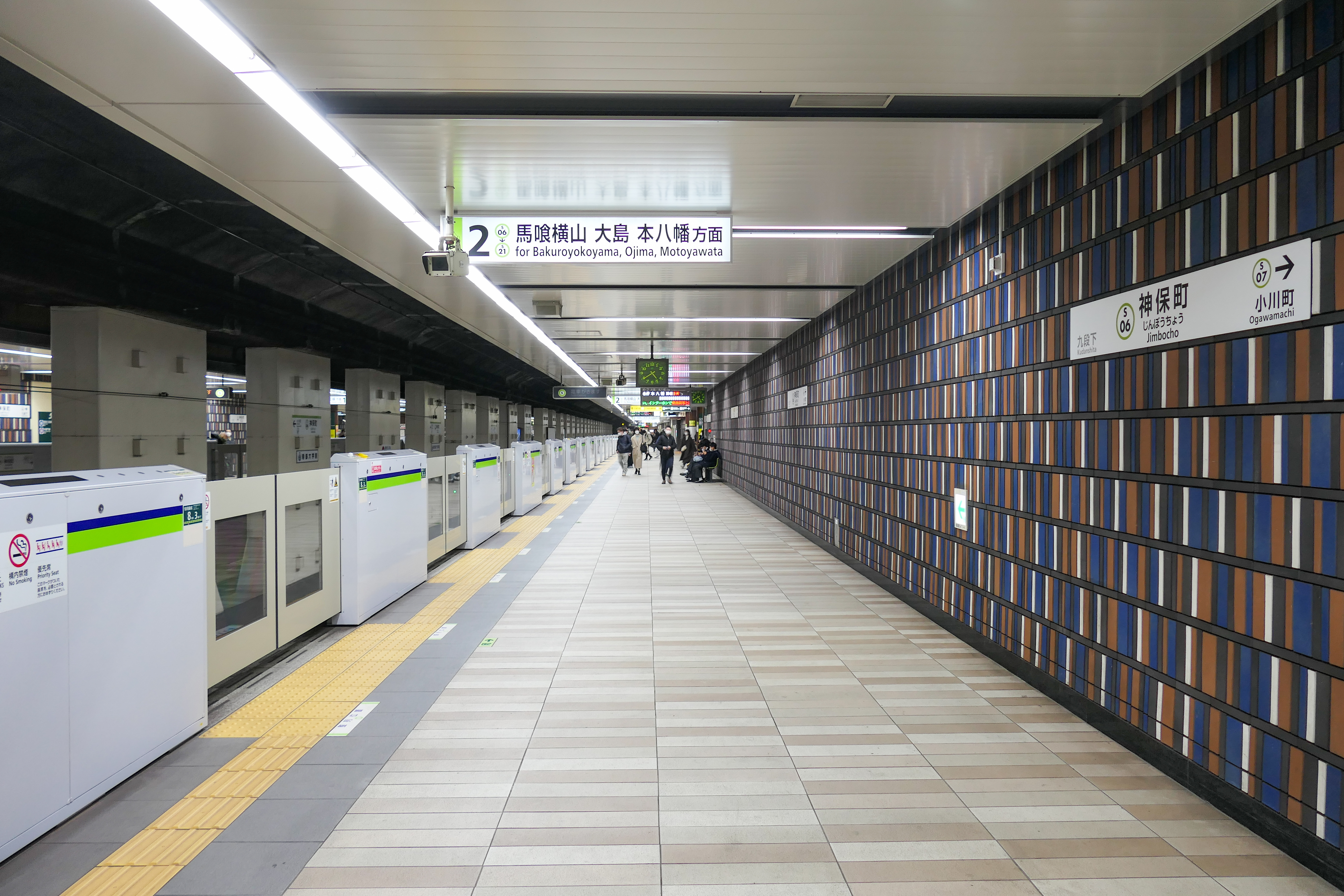
2番線ホーム（2022年12月）
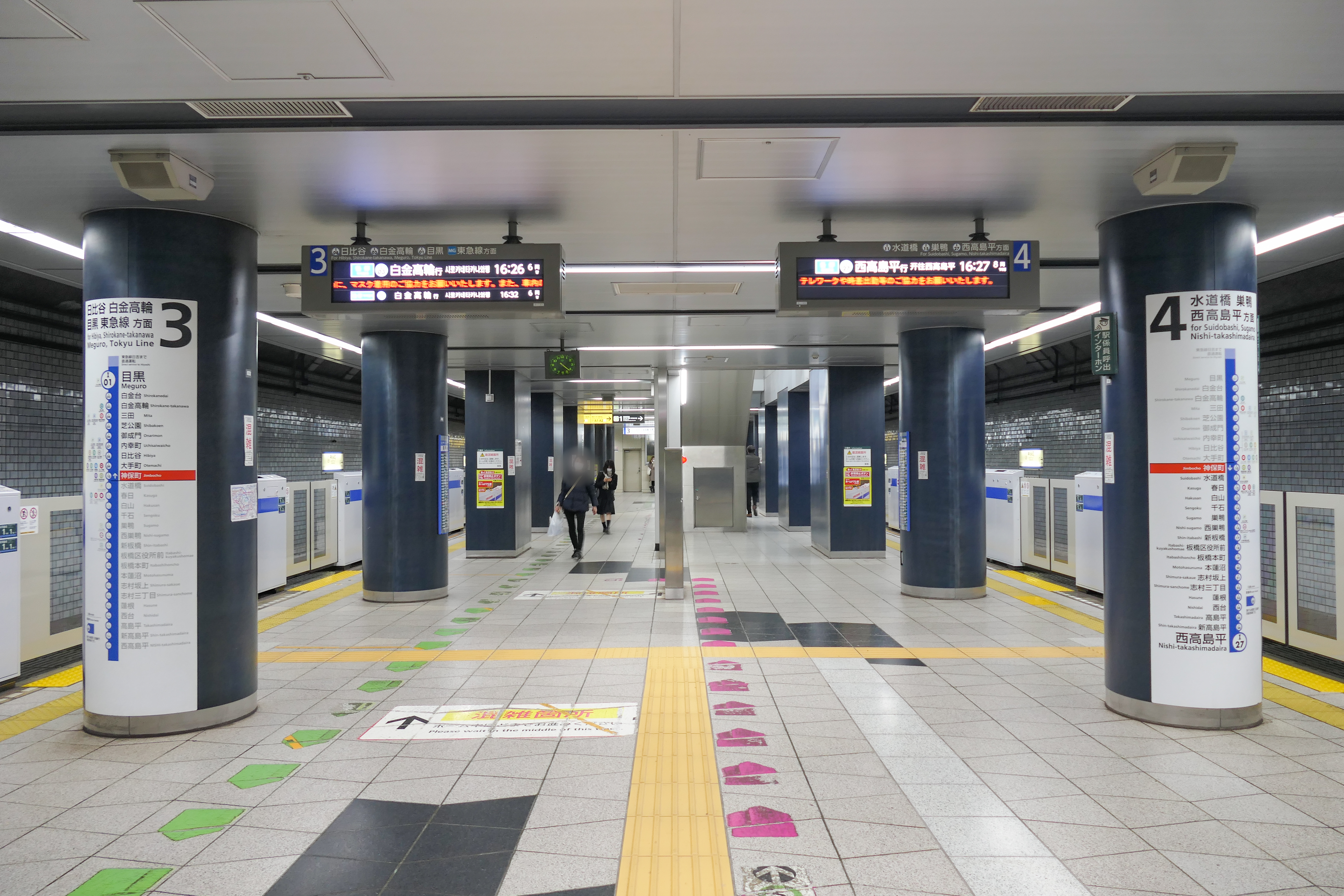
3・4番線ホーム（2022年12月）

#### 到着メロディ
2025年2月21日から都営三田線で「ピッカピカの～一年生♪」が使用されている。同駅が小学館の最寄り駅であること、同社が出版している小学一年生が創刊100周年を迎えることによる。

### 東京メトロ
島式ホーム1面2線を有する。ホームと渋谷方（専修大学方面）改札口との間にはエレベーターが設置されている。トイレは押上方（神保町交差点方面）改札内にある。
改札口の向かいにコンビニエンスストアのローソンがある。
当駅と九段下との駅間距離はわずか400 mで、これは半蔵門線では一番短い。ただし、実際の当駅 - 神保町駅間の距離（駅中心部間の距離）は478.7 m。
非常用として九段下方に渡り線が設けられており、行先表示にも神保町行きが存在する。

#### のりば
| 番線 | 路線     | 行先                                     |
| ---- | -------- | ---------------------------------------- |
| 5    | 半蔵門線 | 渋谷・長津田・中央林間方面               |
| 6    | 半蔵門線 | 押上〈スカイツリー前〉・久喜・南栗橋方面 |

（出典：東京メトロ:構内図）

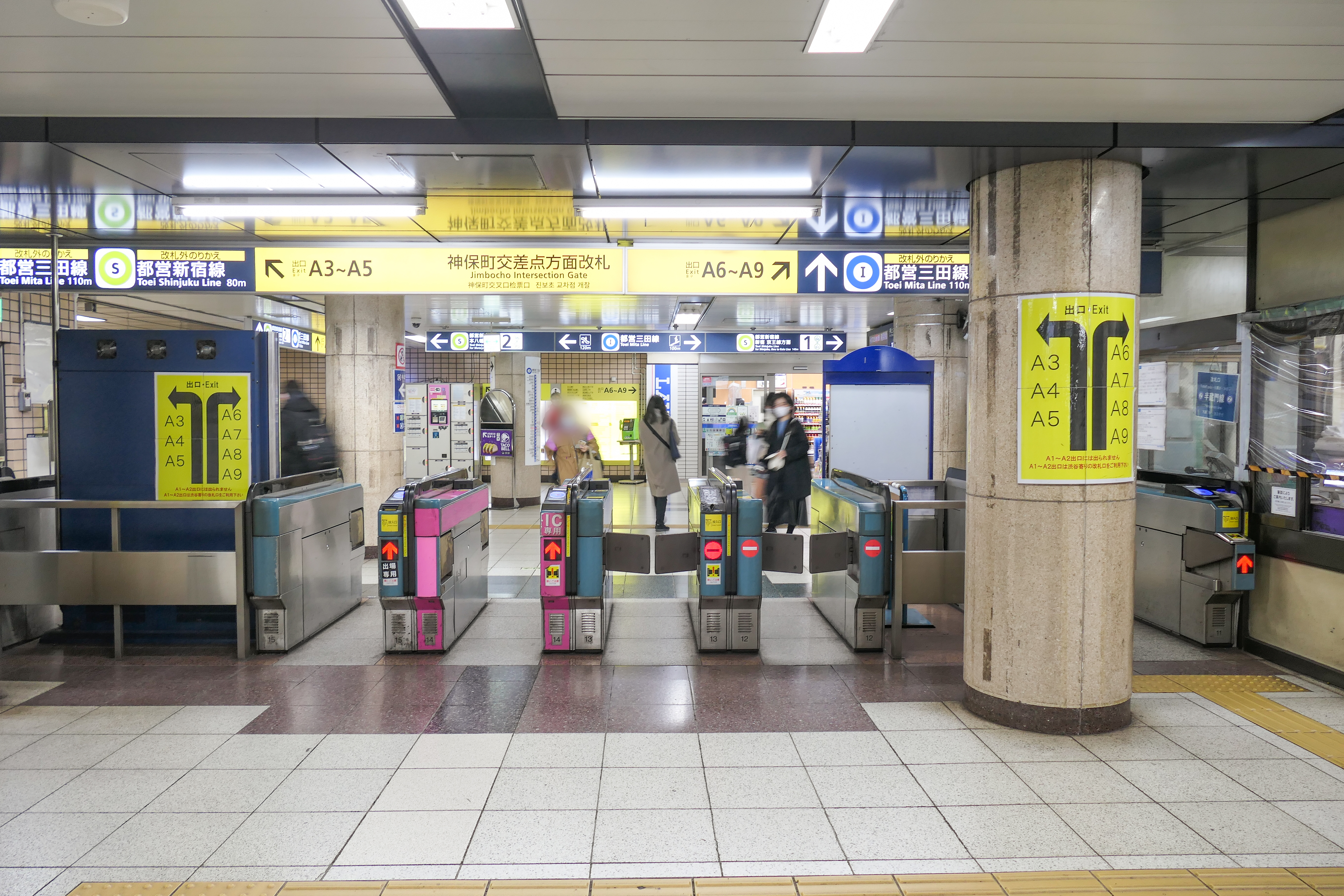
東京メトロ・神保町交差点方面改札（2022年12月）
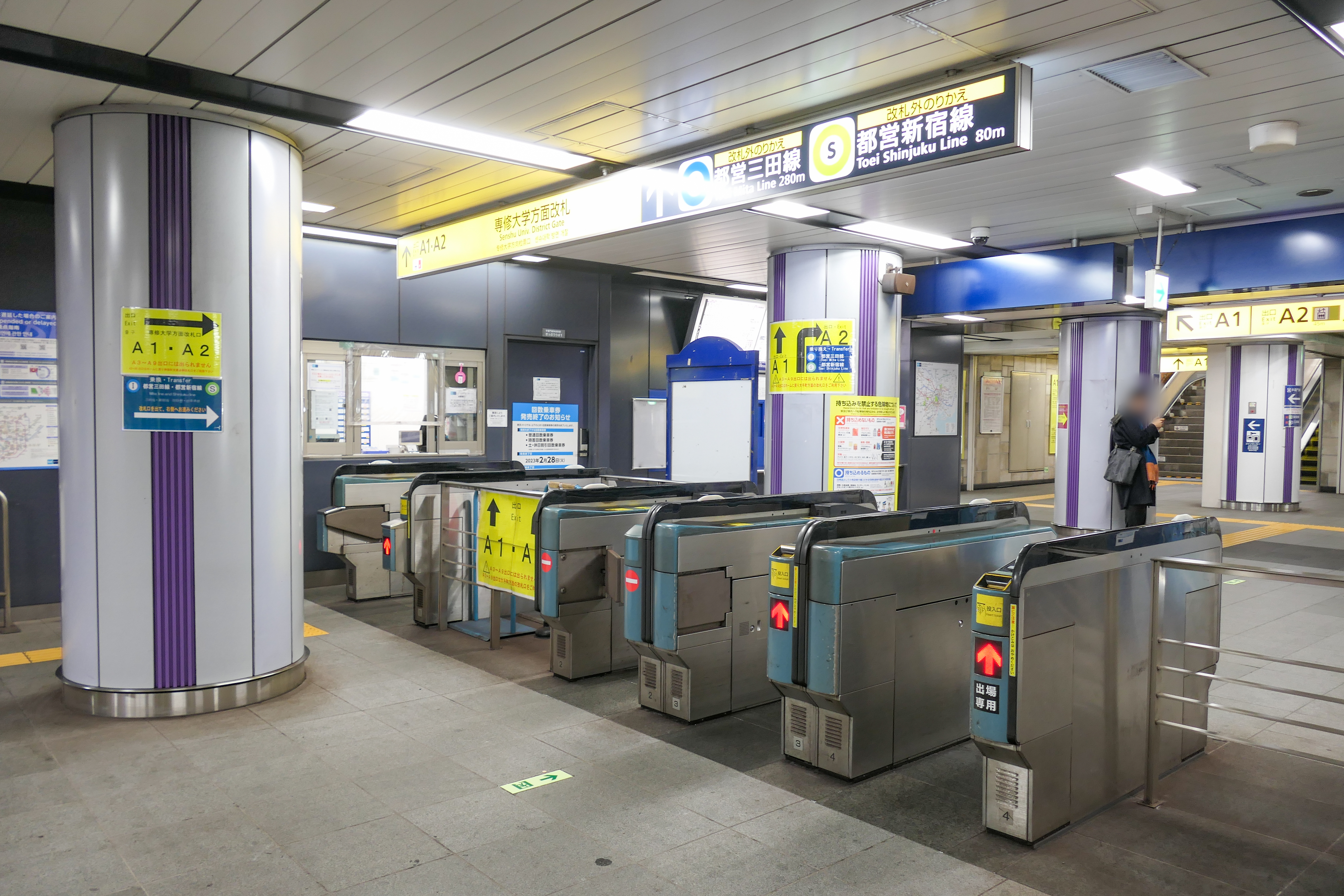
東京メトロ・専修大学方面改札（2022年12月）
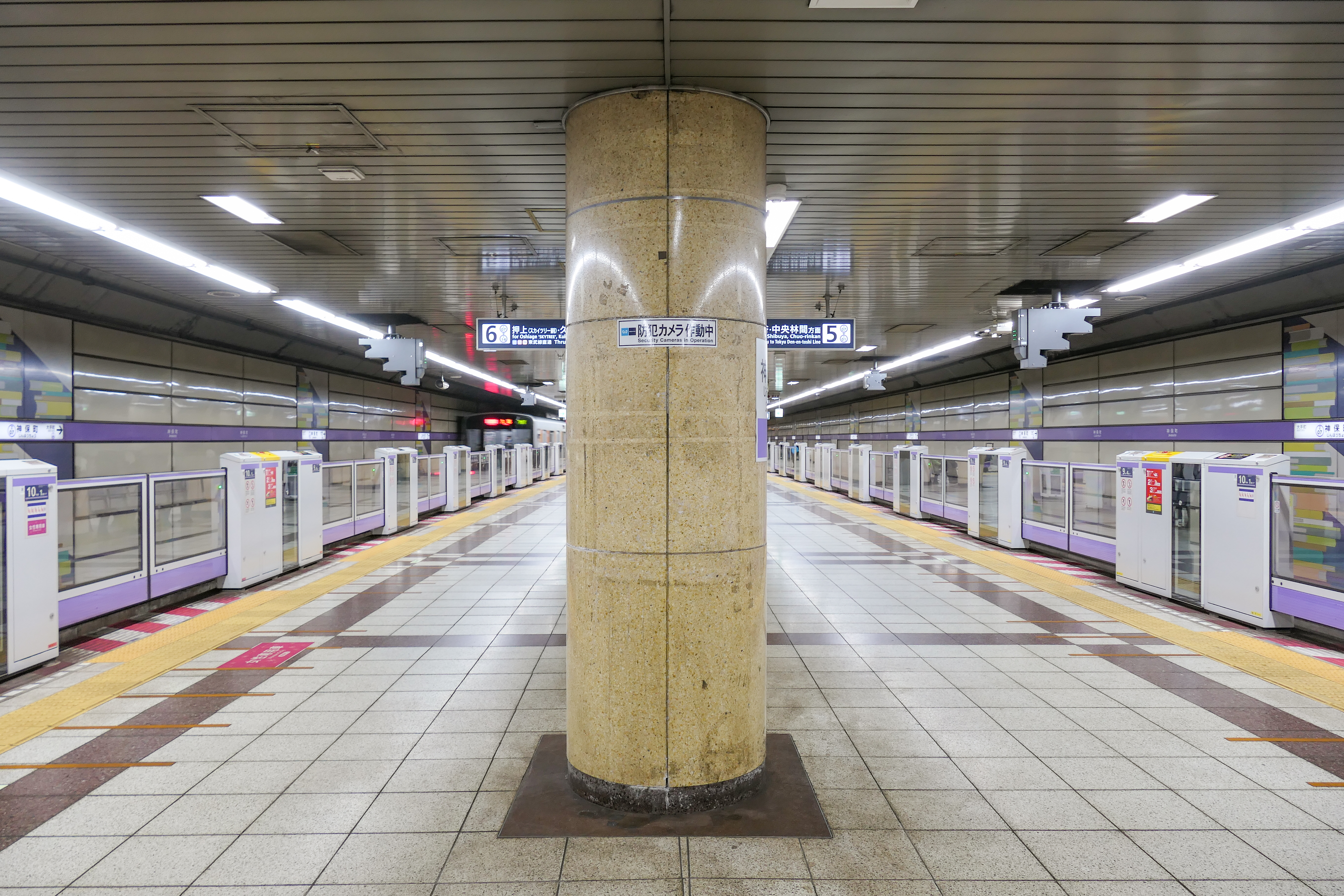
ホーム（2022年12月）

#### 発車メロディ
2018年（平成30年）9月13日からスイッチ制作の発車メロディ（発車サイン音）を使用している。
曲は5番線が「ブックマーク」、6番線が「夕涼み」（いずれも福嶋尚哉作曲）である。

### 三田線建設時の準備工事
前述したが、都営6号線（現・三田線）建設工事の最中に都市交通審議会答申第10号（1968年（昭和43年）4月10日）に基づいて地下鉄10号線（現・都営新宿線）、地下鉄11号線（半蔵門線）が当駅を通る計画となった。これを受け、当駅は10号線・11号線が建設できるよう設計変更が行われたが、都営6号線（現・三田線）の開業時期を遅らせることはできないため、三田線上部の新宿線横断部の駅躯体（延長 19.3 m）のみが同時建設され、下部に建設する半蔵門線と共同溝は将来の建設時に作業量を軽減するための仮設構造物が構築された。
具体的には半蔵門線トンネルのハンチ（トンネル上部の角部分）、半蔵門線・共同溝トレンチ掘削用のトレンチ杭（構築支持杭と兼用）、三田線横断部トンネル上方の再掘削を避けるための土留め用建込み杭、トンネル構築の補強など。トレンチ建込み杭は最大10 mの長さで、下方3.0 mはモルタルで根固めし、上部約7.0 mはベントナイトモルタルを注入しており、三田線トンネルの下床版にアンカーボルトで固定した。三田線と半蔵門線との交差部に6列、計139本の杭が施工されていた。このトレンチ杭は半蔵門線・共同溝トンネルの建設に大きく活用され、トレンチ杭によって5分割されたブロックを、中央部、側部（左右）、中央部と側部の間、3ブロックに分けたトレンチ掘削で施工した。

## 利用状況
- 都営地下鉄[都交 1]
  - 三田線 - 2023年度の1日平均乗降人員は130,940人（乗車人員：65,422人、降車人員：65,518人）である[都交 1]。三田線の駅では第1位。
  - 新宿線 - 2023年度の1日平均乗降人員は116,012人（乗車人員：57,889人、降車人員：58,123人）である[都交 1]。新宿線の駅では新宿駅に次ぐ第2位。
- 東京メトロ - 2024年度の1日平均乗降人員は85,815人である[メトロ 1]。

### 年度別1日平均乗降人員
各年度の1日平均乗降人員は下表の通り。
| 年度               | 都営地下鉄       | 都営地下鉄 | 都営地下鉄       | 都営地下鉄 | 営団 / 東京メトロ | 営団 / 東京メトロ |
| 年度               | 三田線           | 三田線     | 新宿線           | 新宿線     | 営団 / 東京メトロ | 営団 / 東京メトロ |
| 年度               | 1日平均 乗降人員 | 増加率     | 1日平均 乗降人員 | 増加率     | 1日平均 乗降人員  | 増加率            |
| ------------------ | ---------------- | ---------- | ---------------- | ---------- | ----------------- | ----------------- |
| 2002年（平成14年） |                  |            |                  |            | 77,731            |                   |
| 2003年（平成15年） | 112,999          | 0.2%       | 113,480          | −4.2%      | 78,219            | 0.6%              |
| 2004年（平成16年） | 113,362          | 0.3%       | 112,338          | −1.0%      | 80,508            | 2.9%              |
| 2005年（平成17年） | 115,316          | 1.7%       | 114,459          | 1.9%       | 83,413            | 3.6%              |
| 2006年（平成18年） | 118,224          | 2.5%       | 118,117          | 3.2%       | 87,022            | 4.3%              |
| 2007年（平成19年） | 122,597          | 3.7%       | 124,167          | 5.1%       | 92,640            | 6.5%              |
| 2008年（平成20年） | 124,107          | 1.2%       | 125,020          | 0.7%       | 92,184            | −0.5%             |
| 2009年（平成21年） | 124,548          | 0.4%       | 125,936          | 0.7%       | 92,135            | −0.1%             |
| 2010年（平成22年） | 123,907          | −0.5%      | 125,152          | −0.6%      | 91,421            | −0.8%             |
| 2011年（平成23年） | 120,785          | −2.5%      | 120,156          | −4.0%      | 88,314            | −3.4%             |
| 2012年（平成24年） | 124,293          | 2.9%       | 121,787          | 1.4%       | 90,536            | 2.5%              |
| 2013年（平成25年） | 129,253          | 4.0%       | 124,423          | 2.2%       | 90,767            | 0.3%              |
| 2014年（平成26年） | 131,561          | 5.7%       | 124,286          | −0.1%      | 89,223            | −1.7%             |
| 2015年（平成27年） | 136,287          | 3.6%       | 128,162          | 3.1%       | 91,671            | 2.7%              |
| 2016年（平成28年） | 140,497          | 3.1%       | 131,555          | 2.6%       | 94,803            | 3.4%              |
| 2017年（平成29年） | 144,596          | 2.9%       | 134,890          | 2.5%       | 96,811            | 2.1%              |
| 2018年（平成30年） | 147,059          | 1.7%       | 138,035          | 2.3%       | 97,429            | 0.6%              |
| 2019年（令和元年） | 147,942          | 0.6%       | 139,149          | 0.8%       | 97,510            | 0.1%              |
| 2020年（令和02年） | 95,660           | −35.3%     | 88,724           | −36.2%     | 59,027            | −39.5%            |
| 2021年（令和03年） | 102,905          | 7.6%       | 95,191           | 7.3%       | 64,516            | 9.3%              |
| 2022年（令和04年） | 117,659          | 14.3%      | 106,478          | 11.9%      | 75,986            | 17.8%             |
| 2023年（令和05年） | 130,940          | 11.3%      | 116,012          | 9.0%       | 81,664            | 7.5%              |
| 2024年（令和06年） |                  |            |                  |            | 85,815            | 5.1%              |

### 年度別1日平均乗車人員（1972年 - 2000年）
| 年度               | 都営地下鉄 | 都営地下鉄 | 営団     | 出典              |
| 年度               | 三田線     | 新宿線     | 営団     | 出典              |
| ------------------ | ---------- | ---------- | -------- | ----------------- |
| 1972年（昭和47年） | 8,789      | 未 開 業   | 未 開 業 | [ 東京都統計 1 ]  |
| 1973年（昭和48年） | 12,455     | 未 開 業   | 未 開 業 | [ 東京都統計 2 ]  |
| 1974年（昭和49年） | 15,860     | 未 開 業   | 未 開 業 | [ 東京都統計 3 ]  |
| 1975年（昭和50年） | 17,317     | 未 開 業   | 未 開 業 | [ 東京都統計 4 ]  |
| 1976年（昭和51年） | 18,493     | 未 開 業   | 未 開 業 | [ 東京都統計 5 ]  |
| 1977年（昭和52年） | 19,701     | 未 開 業   | 未 開 業 | [ 東京都統計 6 ]  |
| 1978年（昭和53年） | 19,271     | 未 開 業   | 未 開 業 | [ 東京都統計 7 ]  |
| 1979年（昭和54年） | 18,896     | 8,438      | 未 開 業 | [ 東京都統計 8 ]  |
| 1980年（昭和55年） | 18,510     | 13,082     | 未 開 業 | [ 東京都統計 9 ]  |
| 1981年（昭和56年） | 19,296     | 15,671     | 未 開 業 | [ 東京都統計 10 ] |
| 1982年（昭和57年） | 19,422     | 17,014     | 未 開 業 | [ 東京都統計 11 ] |
| 1983年（昭和58年） | 18,891     | 19,669     | 未 開 業 | [ 東京都統計 12 ] |
| 1984年（昭和59年） | 19,575     | 20,389     | 未 開 業 | [ 東京都統計 13 ] |
| 1985年（昭和60年） | 19,137     | 20,285     | 未 開 業 | [ 東京都統計 14 ] |
| 1986年（昭和61年） | 52,071     | 52,545     | 未 開 業 | [ 東京都統計 15 ] |
| 1987年（昭和62年） | 19,645     | 21,992     | 未 開 業 | [ 東京都統計 16 ] |
| 1988年（昭和63年） | 19,775     | 23,274     | 16,662   | [ 東京都統計 17 ] |
| 1989年（平成元年） | 23,189     | 25,118     | 25,375   | [ 東京都統計 18 ] |
| 1990年（平成02年） | 24,740     | 26,537     | 33,197   | [ 東京都統計 19 ] |
| 1991年（平成03年） | 26,093     | 27,757     | 36,814   | [ 東京都統計 20 ] |
| 1992年（平成04年） | 56,830     | 60,186     | 38,447   | [ 東京都統計 21 ] |
| 1993年（平成05年） | 64,542     | 64,222     | 39,110   | [ 東京都統計 22 ] |
| 1994年（平成06年） | 63,918     | 63,378     | 39,778   | [ 東京都統計 23 ] |
| 1995年（平成07年） | 23,344     | 26,462     | 39,735   | [ 東京都統計 24 ] |
| 1996年（平成08年） | 22,636     | 26,167     | 39,479   | [ 東京都統計 25 ] |
| 1997年（平成09年） | 22,225     | 25,762     | 38,474   | [ 東京都統計 26 ] |
| 1998年（平成10年） | 21,778     | 26,625     | 38,671   | [ 東京都統計 27 ] |
| 1999年（平成11年） | 20,694     | 26,044     | 37,913   | [ 東京都統計 28 ] |
| 2000年（平成12年） | 21,238     | 25,638     | 37,825   | [ 東京都統計 29 ] |

### 年度別1日平均乗車人員（2001年以降）
近年の1日平均乗車人員の推移は下表のとおり。
| 年度               | 都営地下鉄 | 都営地下鉄 | 営団 / 東京メトロ | 出典              |
| 年度               | 三田線     | 新宿線     | 営団 / 東京メトロ | 出典              |
| ------------------ | ---------- | ---------- | ----------------- | ----------------- |
| 2001年（平成13年） | 22,301     | 25,825     | 38,652            | [ 東京都統計 30 ] |
| 2002年（平成14年） | 23,173     | 26,342     | 39,712            | [ 東京都統計 31 ] |
| 2003年（平成15年） | 24,014     | 24,593     | 39,369            | [ 東京都統計 32 ] |
| 2004年（平成16年） | 25,060     | 24,932     | 40,838            | [ 東京都統計 33 ] |
| 2005年（平成17年） | 25,827     | 25,742     | 42,405            | [ 東京都統計 34 ] |
| 2006年（平成18年） | 59,562     | 58,003     | 44,216            | [ 東京都統計 35 ] |
| 2007年（平成19年） | 61,167     | 61,238     | 47,393            | [ 東京都統計 36 ] |
| 2008年（平成20年） | 61,970     | 62,003     | 46,918            | [ 東京都統計 37 ] |
| 2009年（平成21年） | 62,132     | 62,616     | 46,690            | [ 東京都統計 38 ] |
| 2010年（平成22年） | 61,811     | 62,227     | 46,512            | [ 東京都統計 39 ] |
| 2011年（平成23年） | 60,224     | 59,801     | 44,975            | [ 東京都統計 40 ] |
| 2012年（平成24年） | 61,981     | 60,641     | 46,082            | [ 東京都統計 41 ] |
| 2013年（平成25年） | 64,512     | 62,038     | 46,129            | [ 東京都統計 42 ] |
| 2014年（平成26年） | 65,737     | 61,981     | 45,334            | [ 東京都統計 43 ] |
| 2015年（平成27年） | 68,096     | 63,918     | 46,604            | [ 東京都統計 44 ] |
| 2016年（平成28年） | 70,218     | 65,572     | 48,186            | [ 東京都統計 45 ] |
| 2017年（平成29年） | 72,210     | 67,162     | 49,364            | [ 東京都統計 46 ] |
| 2018年（平成30年） | 73,458     | 68,794     | 49,578            | [ 東京都統計 47 ] |
| 2019年（令和元年） | 73,871     | 69,391     | 49,541            | [ 東京都統計 48 ] |
| 2020年（令和02年） | 47,734     | 44,104     |                   |                   |
| 2021年（令和03年） | 51,411     | 47,242     |                   |                   |
| 2022年（令和04年） | 58,760     | 53,098     |                   |                   |
| 2023年（令和05年） | 65,422     | 57,889     |                   |                   |

備考
1. ↑  開業日（6月30日）から翌年3月31日までの計275日間を集計したデータ。
2. ↑  開業日（3月16日）から同年3月31日までの計16日間を集計したデータ。
3. 1 2 3 4 5  1986年度と1992年度から1994年度まで、2006年度以降の乗車人員は、新宿線との乗換人員を含む値。
4. 1 2 3 4 5  1986年度と1992年度から1994年度まで、2006年度以降の乗車人員は、三田線との乗換人員を含む値。
5. ↑  開業日（1月26日）から同年3月31日までの計65日間を集計したデータ。

## 駅周辺
周辺には専修大学をはじめとした学校の他、古書店・新刊書店、喫茶店が多く立地し、古き良き町並みと融合する街、そして学生街として有名である。
- 専修大学神田キャンパス
- 学校法人共立女子学園
  - 共立女子大学
  - 共立女子中学校・高等学校
- 明治大学 駿河台キャンパス
- 日本大学 駿河台キャンパス
- 正則学園高等学校
- 錦城学園高等学校
- 千代田区立神田一橋中学校
- 学校法人大原学園
  - 大原簿記学校
  - 東京ホテル・トラベル学院専門学校
  - 東京情報クリエイター工学院専門学校
  - 大原医療秘書福祉保育専門学校
  - 大原法律専門学校
- 学士会館
- 東京YWCA会館
- 神田古書店街
- ジョンソン・エンド・ジョンソン日本本社
- 岩波書店
- 小学館
- 集英社
- 有斐閣
- 救世軍本営
- 三省堂書店神保町本店
- 書泉グランデ
- 神保町よしもと漫才劇場
- 城南信用金庫 九段支店

## バス路線
最寄りのバス停留所は東京都道301号白山祝田田町線上、A6・A7出入口南方に位置する「神保町」および「神保町交番前」（北行のりばは同一地点）である。以下の路線バスが東京都交通局と日立自動車交通によって運行されている。
神保町
- 都営バス
  - 都02乙系統：池袋駅東口行き / 一ツ橋行き（平日朝のみ運行）

※A4・A5出入口からは北隣の「神保町二丁目」、A8・A9出入口からは南隣の「一ツ橋」も近い。
神保町交番前
- 日立自動車交通
  - 風ぐるま 内神田ルート：千代田区役所行

※A5出入口からは「神保町交差点北」（都営バス「神保町二丁目」と同一地点）も近く、こちらには富士見・神保町ルートも停車する。

## 隣の駅
東京都交通局（都営地下鉄）
 都営三田線
大手町駅 (I 09) - 神保町駅 (I 10) - 水道橋駅 (I 11)
 都営新宿線
■急行
市ヶ谷駅 (S 04) - 神保町駅 (S 06) - 馬喰横山駅 (S 09)
■各駅停車
九段下駅 (S 05) -  神保町駅 (S 06) - 小川町駅 (S 07)
東京地下鉄（東京メトロ）
 半蔵門線
九段下駅 (Z 06) - 神保町駅 (Z 07) - 大手町駅 (Z 08)

#### 利用状況に関する出典
地下鉄の統計データ
1. ↑  レポート - 関東交通広告協議会
2. ↑  東京都統計年鑑 - 東京都
3. ↑  行政基礎資料集 - 千代田区

東京都交通局 各駅乗降人員
1. 1 2 3 4 5 6 7 8  “事業概要（令和6年度版）” (pdf).   東京都交通局. p. 78-79. 2025年1月19日時点のオリジナルよりアーカイブ。2025年1月19日閲覧。
2. 1 2 3 4  “各駅乗降人員一覧｜東京都交通局”.   東京都交通局. 2022年11月12日時点のオリジナルよりアーカイブ。2022年11月13日閲覧。
3. 1 2 3 4  令和4年度 運輸統計年報 (PDF) (Report). 東京都交通局. 2023年11月2日時点のオリジナル (pdf)よりアーカイブ. 2023年11月3日閲覧.
4. 1 2  “各駅乗降人員一覧｜東京都交通局”.   東京都交通局. 2021年11月4日時点のオリジナルよりアーカイブ。2022年11月13日閲覧。

東京地下鉄の1日平均利用客数
1. 1 2 3  “各駅の乗降人員ランキング”.   東京地下鉄. 2025年6月23日時点のオリジナルよりアーカイブ。2025年6月27日閲覧。
2. ↑  “各駅の乗降人員ランキング(2020年度)”.   東京地下鉄. 2023年6月27日閲覧。
3. ↑  “各駅の乗降人員ランキング(2021年度)”.   東京地下鉄. 2023年6月27日閲覧。
4. ↑  “各駅の乗降人員ランキング(2022年度)”.   東京地下鉄. 2024年6月24日閲覧。
5. ↑  “各駅の乗降人員ランキング”.   東京地下鉄. 2024年6月24日閲覧。

東京都統計年鑑
1. ↑  昭和47年
2. ↑  昭和48年
3. ↑  昭和49年
4. ↑  昭和50年
5. ↑  昭和51年
6. ↑  昭和52年
7. ↑  昭和53年
8. ↑  昭和54年
9. ↑  昭和55年
10. ↑  昭和56年
11. ↑  昭和57年
12. ↑  昭和58年
13. ↑  昭和59年
14. ↑  昭和60年
15. ↑  昭和61年
16. ↑  昭和62年
17. ↑  昭和63年
18. ↑  平成元年
19. ↑  平成2年
20. ↑  平成3年
21. ↑  平成4年
22. ↑  平成5年
23. ↑  平成6年
24. ↑  平成7年
25. ↑  平成8年
26. ↑  平成9年
27. ↑  平成10年 (PDF)
28. ↑  平成11年 (PDF)
29. ↑  平成12年
30. ↑  平成13年
31. ↑  平成14年
32. ↑  平成15年
33. ↑  平成16年
34. ↑  平成17年
35. ↑  平成18年
36. ↑  平成19年
37. ↑  平成20年
38. ↑  平成21年
39. ↑  平成22年
40. ↑  平成23年
41. ↑  平成24年
42. ↑  平成25年
43. ↑  平成26年
44. ↑  平成27年
45. ↑  平成28年
46. ↑  平成29年
47. ↑  平成30年
48. ↑  平成31年・令和元年